# Turraea fischeri
Turraea fischeri är en tvåhjärtbladig växtart. Turraea fischeri ingår i släktet Turraea och familjen Meliaceae.

## Underarter
Arten delas in i följande underarter:
- T. f. eylesii
- T. f. fischeri